# Каролина фон Хесен-Дармщат (1746 – 1821)
Каролина фон Хесен-Дармщат (на немски: Karoline von Hessen-Darmstadt; * 2 март 1746 в Бухсвайлер; † 18 септември 1821 в Бад Хомбург) е принцеса от Хесен-Дармщат и чрез женитба ландграфиня на Хесен-Хомбург.
Тя е най-възрастната дъщеря на ландграф Лудвиг IX фон Хесен-Дармщат (1719–1790) и съпругата му Хенриета Каролина (1721-1774), дъщеря на херцог Кристиан III фон Цвайбрюкен-Биркенфелд. Тя е сестра на Фредерика Луиза (1751-1805), кралица на Прусия, от 1769 г. съпруга на крал Фридрих Вилхелм II. Сестра е и на Вилхелмина Луиза (1755-1776), омъжена 1773 г. за великия княз Павел Петрович.
Каролина се омъжва на 27 септември 1768 г. за ландграф Фридрих V Лудвиг фон Хесен-Хомбург (1748–1820), ландграф на Хесен-Хомбург. Нейният дядо Лудвиг VIII фон Хесен-Дармщат е негов регент в ландграфство Хесен-Хомбург заедно с неговата майка Улрика Луиза фон Солмс-Браунфелс. Бракът е политически,
те си остават чужди, но имат 15 деца.

## Деца
- Фридрих VI (1769–1829), ландграф на Хесен-Хомбург
∞ 1818 принцеса Елизабет от Великобритания (1770–1840), дъщеря на Джордж III
- Лудвиг (1770–1839)
∞ 1804 принцеса Августа фон Насау-Узинген (1778–1846), разведен 1805
- Каролина Улрика Луиза (1771–1854)
∞ 1791 княз Лудвиг Фридрих II фон Шварцбург-Рудолщат (1767–1807)
- Луиза Улрика (1772–1854)
∞ 1793 принц Карл Гюнтер фон Шварцбург-Рудолщат (1771–1825)
- Амалия (1774–1846)
∞ 1792 наследствен принц Фридрих фон Анхалт-Десау (1769–1814)
- Августа (1776–1871)
∞ 1818 наследствен велик херцог Фридрих Лудвиг от Мекленбург (1778–1819)
- Филип (1779–1846), Ландграф фон Хессен-Хомбург
∞ 1838 (морг.) Антония Потошниг (1806–1845), „графиня на Наумбург“ 1838
- Густав (1781–1848), ландграф на Хесен-Хомбург
∞ 1818 принцеса Луиза фон Анхалт-Десау (1798–1858)
- Фердинанд (1783–1866), ландграф на Хесен-Хомбург
- Мария Анна (1785–1846)
∞ 1804 принц Фридрих Вилхелм Карл фон Прусия (1783–1851)
- Леополд (1787–1813), убит в битката при Гросгьоршен